# ماكسيميليان لي كين
ماكسيميليان لي كين (بالإنجليزية: Maximilian Le Cain)‏ هو ناقد سينمائي ومخرج أيرلندي، ولد في 1978.

## وصلات خارجية
- الموقع الرسمي
- ماكسيميليان لي كين على موقع IMDb (الإنجليزية)
- ماكسيميليان لي كين على موقع روتن توميتوز (الإنجليزية)
- ماكسيميليان لي كين على موقع كينوبويسك (الروسية)